# オヤマノエンドウ
オヤマノエンドウ（御山の豌豆、学名：Oxytropis japonica var. japonica）はマメ科オヤマノエンドウ属の多年草で茎が木化して半低木になる。高山植物。

## 特徴
小型の多年草で、茎が木化して半低木になり、高さは5-10cmになる。葉は根生し、奇数羽状複葉で小葉は9-15枚あり、小葉の長さ5-10mm、幅2-4mmになり、狭卵形で先端はとがり、両面に軟毛がある。長さ5mmになる狭卵形の托葉があり、毛がまばらに生え、背面が中ほどまで葉柄に合着する。
花期は6-8月。長さ1-5cmになる花柄の先端に、ふつう1-2個の花をつける。花は紅紫色で、長さ17-20mmになる。旗弁の基部に白い斑紋があり、旗弁は翼弁、竜骨弁よりいちじるしく大きい。萼は長さ10-12mmになり、白い軟毛が散生し、萼裂片は萼筒の約3分の1の長さになる。果実は豆果で、長さ3-4cm、幅7mmの狭卵形になり、白色と黒褐色の短い伏毛が密生する。

## 分布と生育環境
日本の本州中部地方、飯豊山地、北アルプス北部、八ヶ岳、木曽駒ヶ岳、御獄山に分布し、高山の草地や砂礫地などに生育する。

## ギャラリー
- 豆果
- 高山の砂礫地に生育する。

## 下位分類
- シロバナオヤマノエンドウ Oxytropis japonica Maxim. var. japonica f. albiflora Makino -オヤマノエンドウの白花品種。
- エゾオヤマノエンドウ Oxytropis japonica Maxim. var. sericea Koidz. -茎や葉に生える白い軟毛が長く、北海道に特産する。絶滅危惧IB類(EN)。
- シロバナエゾオヤマノエンドウ Oxytropis japonica Maxim. var. sericea Koidz. f. leucantha Toyok. -エゾオヤマノエンドウの白花品種。